# The Game Awards 2019
I The Game Awards 2019 si sono svolti presso il Microsoft Theater, a Los Angeles, il 12 dicembre 2019. L'evento è stato trasmesso in streaming su diversi siti di video sharing, ed è stato presentato dal giornalista canadese Geoff Keighley. La cerimonia è stata vista da oltre 45 milioni di stream, raggiungendo 7,5 milioni di spettatori simultanei al suo apice.
Durante lo show vi sono state esibizioni musicali dei Chvrches, di Grimes e dei Green Day oltre alle presenza d'ospiti noti tra cui Stephen Curry, Vin Diesel, Norman Reedus e Michelle Rodriguez.
Death Stranding con le sue dieci candidature è stato il videogioco ad aver ottenuto il numero più alto di nomination mentre, Disco Elysium con le sue quattro vittorie è risultato essere il videogioco più premiato della serata. Sekiro: Shadows Die Twice si è aggiudicato il premio come Gioco dell'anno.

## Candidati e vincitori
Le candidature sono state annunciate il 19 novembre 2019. Qualsiasi videogioco pubblicato entro il 15 novembre 2019 era idoneo per essere preso in considerazione. I vincitori sono stati determinati tra la giuria (90 percento) e il voto del pubblico (10 percento); quest'ultimo si è tenuto tramite il sito web ufficiale. L'eccezione è stata il premio Player's Voice, completamente nominato e votato dal pubblico dopo tre votazioni di 24 ore che sono iniziate con 24 giochi e si sono concluse con quattro. I voti del pubblico sono stati 15,5 milioni, un aumento del 50% rispetto allo spettacolo precedente.

### Videogiochi
| Videogioco dell'anno | Miglior direzione videoludica |
| --- | --- |
| - Sekiro: Shadows Die Twice – FromSoftware / Activision - Control – Remedy Entertainment / 505 Games - Death Stranding – Kojima Productions / Sony Interactive Entertainment - The Outer Worlds – Obsidian Entertainment / Private Division - Resident Evil 2 – Capcom - Super Smash Bros. Ultimate – Bandai Namco Studios, Sora / Nintendo | - Death Stranding – Kojima Productions / Sony Interactive Entertainment - Control – Remedy Entertainment / 505 Games - Sekiro: Shadows Die Twice – FromSoftware / Activision - Outer Wilds – Mobius Digital / Annapurna Interactive - Resident Evil 2 – Capcom                                                                                              |
| Best Ongoing Game | Miglior narrativa |
| - Fortnite – Epic Games - Apex Legends – Respawn Entertainment / Electronic Arts - Destiny 2 – Bungie Studios - Final Fantasy XIV – Square Enix - Tom Clancy's Rainbow Six: Siege – Ubisoft | - Disco Elysium – ZA/UM - A Plague Tale: Innocence – Asobo Studio / Focus Home Interactive - Control – Remedy Entertainment / 505 Games - Death Stranding – Kojima Productions / Sony Interactive Entertainment - The Outer Worlds – Obsidian Entertainment / Private Division                                                                              |
| Miglior direzione artistica | Miglior colonna sonora |
| - Control – Remedy Entertainment / 505 Games - Death Stranding – Kojima Productions / Sony Interactive Entertainment - Gris – Nomada Studio / Devolver Digital - The Legend of Zelda: Link's Awakening – Grezzo / Nintendo - Sayonara Wild Hearts – Simogo / Annapurna Interactive - Sekiro: Shadows Die Twice – FromSoftware / Activision  | - Death Stranding – Kojima Productions / Sony Interactive Entertainment - Cadence of Hyrule – Brace Yourself Games / Nintendo - Devil May Cry 5 – Capcom - Kingdom Hearts III – Square Enix Business Division 3 / Square Enix - Sayonara Wild Hearts – Simogo / Annapurna Interactive                                                                       |
| Miglior montaggio sonoro | Miglior interpretazione |
| - Call of Duty: Modern Warfare – Infinity Ward / Activision - Control – Remedy Entertainment / 505 Games - Death Stranding – Kojima Productions / Sony Interactive Entertainment - Gears 5 – The Coalition / Xbox Game Studios - Resident Evil 2 – Capcom - Sekiro: Shadows Die Twice – FromSoftware / Activision                           | - Mads Mikkelsen interprete di Cliff – Death Stranding - Laura Bailey interprete di Kait Diaz – Gears 5 - Ashly Burch interprete di Parvati Holcomb – The Outer Worlds - Courtney Hope interprete di Jesse Faden – Control - Matthew Porretta interprete di Dr. Casper Darling – Control - Norman Reedus interprete di Sam Porter Bridges – Death Stranding |
| Games for Impact | Miglior videogioco indipendente |
| - Gris – Nomada Studio / Devolver Digital - Concrete Genie – Pixelopus / Sony Interactive Entertainment - Kind Words – Popcannibal - Life Is Strange 2 – Don't Nod / Square Enix - Sea of Solitude – Jo-Mei Games / Electronic Arts | - Disco Elysium – ZA/UM - Baba Is You – Hempuli - Katana Zero – Askiisoft / Devolver Digital - Outer Wilds – Mobius Digital / Annapurna Interactive - Untitled Goose Game – House House / Panic |
| Miglior videogioco mobile | Miglior videogioco VR/AR |
| - Call of Duty: Mobile – TiMi Studios / Activision - Grindstone – Capybara Games - Sayonara Wild Hearts – Simogo / Annapurna Interactive - Sky: Figli della luce – Thatgamecompany - What the Golf – Triband | - Beat Saber – Beat Games - Asgard's Wrath – Sanzaru Games / Oculus Studios - Blood & Truth – London Studio / Sony Interactive Entertainment - No Man's Sky – Hello Games - Trover Saves the Universe – Squanch Games / Gearbox Publishing |
| Miglior videogioco d'azione | Miglior videogioco d'avventura/azione |
| - Devil May Cry 5 – Capcom - Apex Legends – Respawn Entertainment / Electronic Arts - Call of Duty: Modern Warfare – Infinity Ward / Activision - Astral Chain – PlatinumGames / Nintendo - Gears 5 – The Coalition / Xbox Game Studios - Metro Exodus – 4A Games / Deep Silver                                                             | - Sekiro: Shadows Die Twice – FromSoftware / Activision - Borderlands 3 – Gearbox Software / 2K Games - Control – Remedy Entertainment / 505 Games - Death Stranding – Kojima Productions / Sony Interactive Entertainment - The Legend of Zelda: Link's Awakening – Grezzo / Nintendo - Resident Evil 2 – Capcom                                           |
| Miglior videogioco di ruolo | Miglior videogioco picchiaduro |
| - Disco Elysium – ZA/UM - Final Fantasy XIV – Square Enix - Kingdom Hearts III – Square Enix Business Division 3 / Square Enix - Monster Hunter World: Iceborne – Capcom - The Outer Worlds – Obsidian Entertainment / Private Division | - Super Smash Bros. Ultimate – Bandai Namco Studios, Sora / Nintendo - Dead or Alive 6 – Team Ninja / Koei Tecmo - Jump Force – Spike Chunsoft / Bandai Namco - Mortal Kombat 11 – NetherRealm / Warner Bros. Interactive Entertainment - Samurai Shodown – SNK Corporation / Athlon Games                                                                  |
| Miglior videogioco per famiglie | Miglior videogioco strategico |
| - Luigi's Mansion 3 – Next Level Games / Nintendo - Ring Fit Adventure – Nintendo - Super Mario Maker 2 – Nintendo - Yoshi's Crafted World – Good-Feel / Nintendo - Super Smash Bros. Ultimate – Bandai Namco Studios, Sora / Nintendo | - Fire Emblem: Three Houses – Intelligent Systems, Koei Tecmo / Nintendo - Age of Wonders: Planetfall – Triumph Studios / Paradox Interactive - Anno 1800 – Blue Byte / Ubisoft - Total War: Three Kingdoms – Creative Assembly / Sega - Tropico 6 – Limbic Entertainment / Kalypso Media - Wargroove – Chucklefish                                         |
| Miglior videogioco sportivo/simulatore di guida | Miglior videogioco multigiocatore |
| - Crash Team Racing Nitro-Fueled – Beenox / Activision - Dirt Rally 2.0 – Codemasters - eFootball Pro Evolution Soccer 2020 – PES Productions / Konami - F1 2019 – Codemasters - FIFA 20 – EA Vancouver, EA Romania / EA Sports | - Apex Legends – Respawn Entertainment / Electronic Arts - Borderlands 3 – Gearbox Software / 2K Games - Call of Duty: Modern Warfare – Infinity Ward / Activision - Tetris 99 – Arika / Nintendo - Tom Clancy's The Division 2 – Massive Entertainment / Ubisoft                                                                                           |
| Miglior community | Miglior videogioco indie al debutto |
| - Destiny 2 – Bungie - Apex Legends – Respawn Entertainment / Electronic Arts - Final Fantasy XIV – Square Enix - Fortnite – Epic Games - Tom Clancy's Rainbow Six: Siege – Ubisoft | - Disco Elysium – ZA/UM - Gris – Nomada Studio - My Friend Pedro – DeadToast Entertainment - Outer Wilds – Mobius Digital - Slay the Spire – MegaCrit - Untitled Goose Game – House House |
| Player's Voice | |
| - Fire Emblem: Three Houses – Intelligent Systems, Koei Tecmo / Nintendo - Super Smash Bros. Ultimate – Bandai Namco Studios, Sora Ltd. / Nintendo - Star Wars Jedi: Fallen Order – Respawn Entertainment / Electronic Arts - Death Stranding – Kojima Productions / Sony Interactive Entertainment                                         | |

### eSports/altri
| Miglior videogioco di sport elettronici | Miglior giocatore di sport elettronici |
| --- | --- |
| - League of Legends – Riot Games - Counter-Strike: Global Offensive – Valve Corporation - Dota 2 – Valve Corporation - Fortnite – Epic Games - Overwatch – Blizzard Entertainment      | - Kyle "Bugha" Giersdorf (Sentinels, Fortnite) - Oleksandr "S1mple" Kostyliev (Natus Vincere, Counter-Strike: Global Offensive) - Luka "Perkz" Perkovic (G2 Esports, League of Legends) - Lee "Faker" Sang-hyeok (SK Telecom T1, League of Legends) - Jay "Sinatraa" Won (San Francisco Shock, Overwatch League)                                              |
| Miglior squadra di sport elettronici | Miglior allenatore di sport elettronici |
| - G2 Esports (League of Legends) - Astralis (Counter-Strike: Global Offensive) - San Francisco Shock (Overwatch League) - Team Liquid (Counter-Strike: Global Offensive) - OG (Dota 2) | - Danny "Zonic" Sørensen (Astralis, Counter-Strike: Global Offensive) - Eric "adreN" Hoag (Team Liquid, Counter-Strike: Global Offensive) - Nu-ri "Cain" Jang (Team Liquid, League of Legends) - Kim "Kkoma" Jeong-gyun (SK Telecom T1, League of Legends) - Fabian "GrabbZ" Lohmann (G2 Esports, League of Legends) - Titouan "Sockshka" Merloz (OG, Dota 2) |
| Miglior evento di sport elettronici | Miglior host di sport elettronici |
| - 2019 League of Legends World Championship - 2019 Overwatch League Grand Finals - EVO 2019 - Fortnite World Cup - IEM Katowice 2019 - The International 2019                          | - Eefje "Sjokz" Depoortere - Paul "Redeye" Chaloner - Alex "Goldenboy" Mendez - Alex "Machine" Richardson - Duan "Candice" Yu-Shuang |
| Global Gaming Citizens | Miglior creatore di contenuti dell'anno |
| - Fereshteh Forough, Code to Inspire - Damon Packwood, Gameheads - Luke, Let's Be Well - Vanessa Gill, Social Cipher - Stephen Machuga and Mat Bergendahl, StackUp                     | - Michael "Shroud" Grzesiek - Jack "CouRage" Dunlop - Benjamin "DrLupo" Lupo - David "Grefg" Martínez - Soleil "EwOk" Wheeler |

## Videogiochi con più candidature e premi
| Candidature | Videogioco                   |
| ----------- | ---------------------------- |
| 10          | Death Stranding              |
| 8           | Control                      |
| 5           | Sekiro: Shadows Die Twice    |
| 4           | Apex Legends                 |
| 4           | Disco Elysium                |
| 4           | The Outer Worlds             |
| 4           | Resident Evil 2              |
| 4           | Super Smash Bros. Ultimate   |
| 3           | Call of Duty: Modern Warfare |
| 3           | Final Fantasy XIV            |
| 3           | Fortnite                     |
| 3           | Gears 5                      |
| 3           | Gris                         |
| 3           | Outer Wilds                  |
| 3           | Sayonara Wild Hearts         |

| Premi | Videogioco                |
| ----- | ------------------------- |
| 4     | Disco Elysium             |
| 3     | Death Stranding           |
| 2     | Sekiro: Shadows Die Twice |
| 2     | Fire Emblem: Three Houses |

## Annunci
Durante la cerimonia sono stati annunciati i seguenti titoli:
- Bravely Default II
- Convergence: A League of Legends Story
- Dungeons & Dragons: Dark Alliance
- Fast & Furious Crossroads
- Godfall
- Magic: Legends
- Naraka: Bladepoint
- Nine to Five
- Path of the Warrior
- Prologue
- Ruined King: A League of Legends Story
- Senua's Saga: Hellblade II
- Sons of the Forest
- Surgeon Simulator 2
- Ultimate Rivals: The Rink
- Weird West
- The Wolf Among Us 2